# Água de Alto
Água de Alto ist eine Gemeinde (Freguesia) im Kreis (Concelho) von Vila Franca do Campo auf der portugiesischen Atlantikinsel São Miguel, die zu den Azoren gehört. Auf einer Fläche von 18,4 km² leben 1656 Einwohner (Stand 19. April 2021) in der Gemeinde, was einer Bevölkerungsdichte von 89,9 Einwohnern/km² entspricht.